# Ixora calycina
Ixora calycina är en måreväxtart som beskrevs av George Henry Kendrick Thwaites. Ixora calycina ingår i släktet Ixora och familjen måreväxter. Inga underarter finns listade i Catalogue of Life.